# Keysville (Georgia)
Keysville – miasto w Stanach Zjednoczonych, w stanie Georgia, w hrabstwie Burke.